# Olga Leyers
Olga Leyers (13 september 1997) is een Belgische actrice en presentatrice. Ze is de jongste van vier dochters van Jan Leyers.
Ze gaf op zaterdag 8 april 2023 haar jawoord aan de modeontwerper Giancarlo Angeletti.

## Biografie
Vanaf 2010 was ze actief in het spelprogramma De kinderpuzzel. In 2011 maakte ze haar acteerdebuut in de serie De Elfenheuvel op Ketnet.
Sinds 2015 is ze presentatrice voor VTM KIDS. Leyers presenteerde Festivalitis op 2BE en een aflevering van 2 Meisjes op het Strand op VTM.
Tijdens de Vlaamse Televisie Sterren in april 2016 won ze de Rijzende Ster. In datzelfde jaar nam Leyers deel aan het programma De Slimste Mens ter Wereld op VIER, waar ze bij haar elfde deelname in de finale verloor tegen Kris Wauters. In de finaleaflevering op 22 december 2016 verloor ze van winnaar Gilles Van Bouwel en Eva De Roo, die het finalespel verloor. Tevens was Leyers in 2016 te zien in het televisieprogramma Boxing Stars. Leyers deed dat jaar ook mee aan het spelprogramma Het grootste licht op VTM. In 2017 sprak ze de Vlaamse stem in van Smurfstorm in de film Smurfs: The lost village. In 2019 presenteerde ze samen met Sieg De Doncker het programma De wereld rond met 80-jarigen op VTM, en was ze tevens achtergronddanseres in Studio Tarara. In 2019 nam ze 2 maal deel aan De Code van Coppens samen met Charlotte Timmers in aflevering 2 en met Sam De Bruyn in aflevering 7. Ze heeft ook meegedaan in het tweede seizoen van de code van Coppens samen met Ella Leyers.
Vanaf september 2023 presenteert ze De Afrekening op Studio Brussel.

## Televisie
- De kinderpuzzel (2010) - als zichzelf
- De Elfenheuvel (2011-2013) - als Billie De Keersmaker
- Rox (2014) - als Freya
- Ghost Rockers (2014) - als Trisha
- 2 Meisjes op het Strand (2016-2017) - als presentatrice samen met Dina Tersago in 2016 en Laura Tesoro in 2017
- De Slimste Mens ter Wereld (2016) - als deelnemer
- Boxing Stars (2016) - als zichzelf
- Het grootste licht (2016) - als zichzelf
- De wereld rond met 80-jarigen (2019) - als zichzelf
- Studio Tarara (2019) - als achtergronddanseres
- Code van Coppens (2019) - als deelnemer samen met Charlotte Timmers, Sam De Bruyn en Ella Leyers
- Twee tot de zesde macht (2020, 2021) - als deelnemer (2020 samen met Ella Leyers) (2021 met Pascal Braeckman)
- Celebrity masterchef Vlaanderen (2024) - als deelnemer en winnaar
- Celebrity Klopjacht (2024) - als kandidaat
- Kamp Jeroom (2024) - samen met Jennifer Heylen
- The Masked Singer (2024) - als gastspeurder

## Film
- Smurfs: The lost village (2017) - als Smurfstorm (stemrol)

## Privé
Ze is de jongste dochter van Jan Leyers en de zus van Ella, Billie en Dorien. Haar grootvader was Hugo Leyers.
Op zaterdag 8 april 2023 stapte ze in het huwelijksbootje en gaf ze haar jawoord aan de modeontwerper Giancarlo Angeletti.